# Jordbävningen i Guatemala 1976
Jordbävningen i Guatemala 1976 var en jordbävning som inträffade den 4 februari 1976 klockan 03:01:43 lokal tid (09:01:43 UTC-6) med 7,5 Mw. Den var centrerad till Motagua-förkastningen cirka  160 kilometer nordöst om Guatemala City, Guatemala. Hypocentrum låg vid en sänka cirka 5 kilometer vid sidan av staden Los Amates i departementet Izabal..
Städer runtom i Guatemala skadades, och de flesta lerstenhusen runt Guatemala City förstördes helt. Jordbävningen inträffade tidigt på morgonen (runt klockan 03:01 lokal tid) då de flesta fortfarande låg och sov. Detta bidrog till den höga dödssiffran på 22 870 personer. Uppskattningsvis sårades 76 504, och tusentals blev hemlösa. Många områden blev utan elektricitet och kommunikationer i flera dagar. 
Huvudskalvet följdes av tusentals efterskalv, där vissa av de större orsakade ytterligare skador och förluster av människoliv.

## Seismiska data
Epicentrum låg nära Los Amates, där Nordamerikanska plattan och Karibiska plattan möts. Skakningarna i marken kändes i uppskattningsvis 39 sekunder, och orsakade synliga sprickor på en sträcka av 230 kilometer, under efterskalven uppskattningsvis 300 kilometer. Den genomsnittliga horisontella förskjutningen var 10 centimeter, med ett maximum på 326 centimeter.
Maximal seismisk intensitet (MM IX) rådde i Mixco-området, visa delar av Guatemala City och i Gualán. En seismisk intensitet på MM VI täckte ett område på 33 000 km²..
Efterskalv på mellan 5,2 och 5,8 Mw orsakade, förutom extra skador, även försvårande av hjälpinsatser. 
| Datum            | Originaltid | Koordinater                     | Plats                                             | Djup        | Magnitud |
| 4 februari 1976  | 09.30.28.3  | 14°42′N 90°36′V / 14.7°N 90.6°V | 7 kilometer nord-nordost om Mixco                 | 5 kilometer | 5,8 Mw   |
| 6 februari 1976  | 04.11.03.3  | 14°36′N 91°06′V / 14.6°N 91.1°V | 6 kilometer syd-sydost om San Lucas Tolimán       | 5 kilometer | 4,8 Mw   |
| 6 februari 1976  | 18.11.59.2  | 14°18′N 90°12′V / 14.3°N 90.2°V | 11 kilometer ost-nordost om Cuilapa               | 5 kilometer | 5,2 Mw   |
| 6 februari 1976  | 18.19.17.7  | 14°42′N 90°36′V / 14.7°N 90.6°V | 5 kilometer ost-nordost om San Pedro Sacatepéquez | 5 kilometer | 5,8 Mw   |
| 8 februari 1976  | 08.13.51.9  | 15°42′N 88°30′V / 15.7°N 88.5°V | 13 kilometer sydöst om Puerto Barrios             | 5 kilometer | 5,7 Mw   |
| 9 februari 1976  | 11.44.46.7  | 15°18′N 89°06′V / 15.3°N 89.1°V | 30 kilometer väst-sydväst om Morales              | 5 kilometer | 5,1 Mw   |
| 10 februari 1976 | 06.17.43.0  | 15°00′N 89°42′V / 15.0°N 89.7°V | 18 kilometer väst-nordväst om Zacapa              | 5 kilometer | 4,7 Mw   |
| 7 mars 1976      | 02.54.05.4  | 14°54′N 90°54′V / 14.9°N 90.9°V | 14.5 kilometer sydväst om Joyabaj                 | 5 kilometer | 4,8 Mw   |
| 7 mars 1976      | 03.15.40.3  | 14°42′N 90°30′V / 14.7°N 90.5°V | Chinautla (9 kilometer nor om Guatemala City)     | 5 kilometer | 4,9 Mw   |

## Offer och skador
Det mest drabbade området täckte ungefär 30 000 kilometer², med en befolkning på 2,5 miljoner. Ungefär 23 000 personer rapporterades ha dödats, och 77 000 skadats. Uppskattningsvis 258 000 hus förstördes, och 1,2 miljoner personer lämnades hemlösa. 40% av sjukhusen förstördes, liksom många andra vårdinrättningar.

## I populärkultur
I  Take It to the Limit , sista avsnittet av den amerikanska TV-serien Swingtown,  Take It to the Limit , informeras Laurie och Doug av en flicka om jordbävningen som om den just inträffat, men ingen hittar något i nyheterna. Avsnittet utspelar sig i september 1976, sju månader efter jordbävningen.

## Bildgalleri

1976 Guatemala earthquake
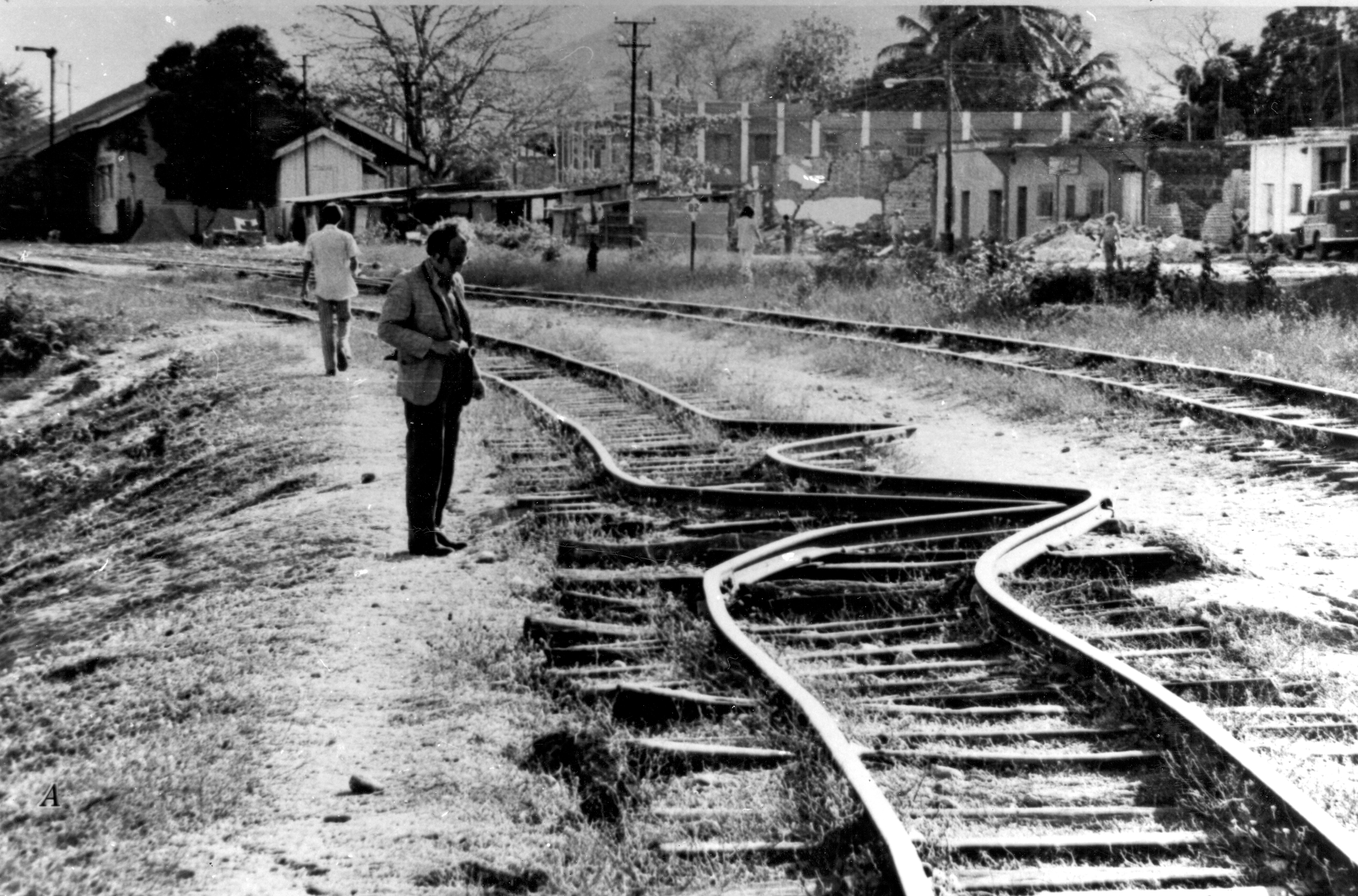
Krökta järnvägsspår i Gualán
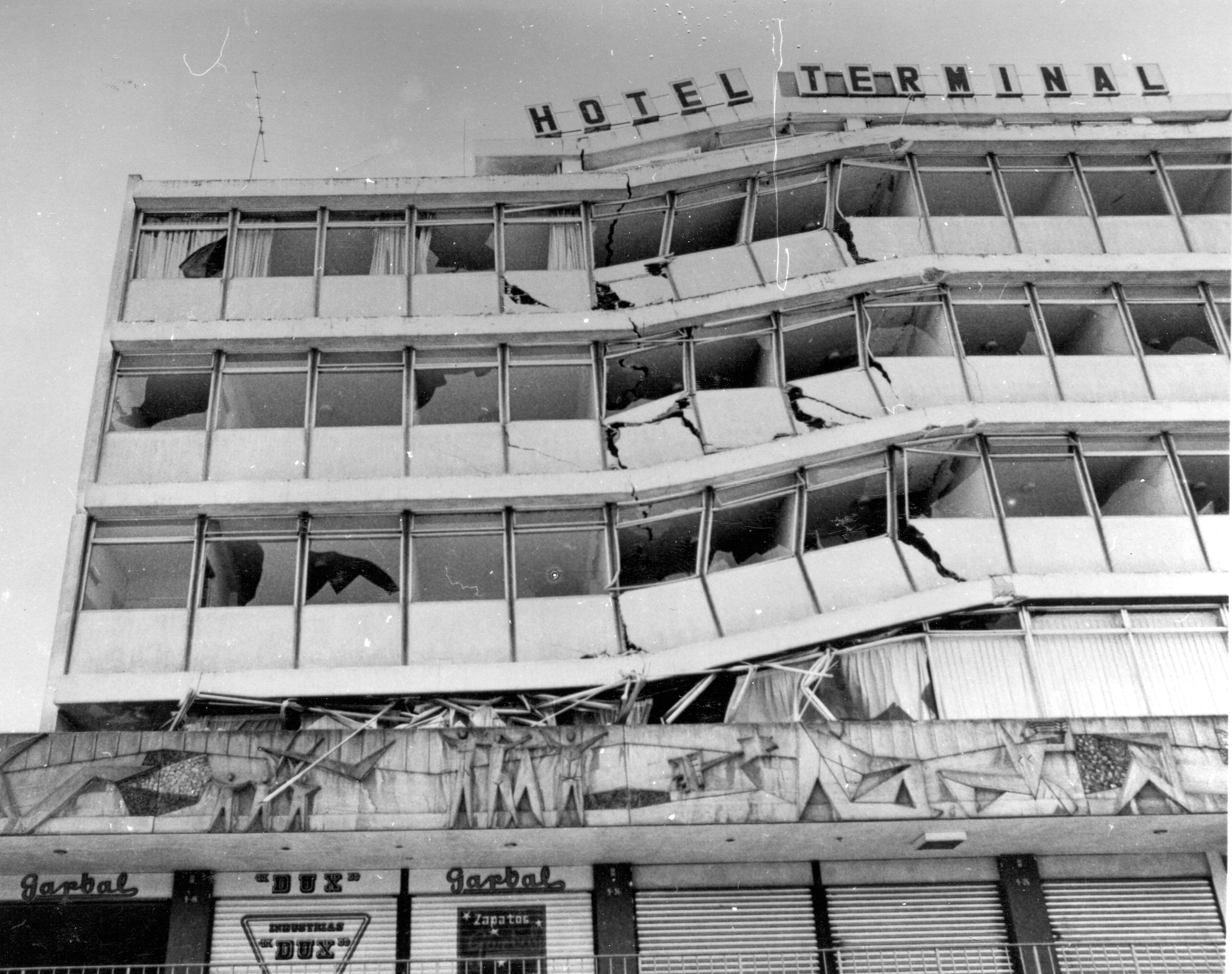
Hotel Terminal
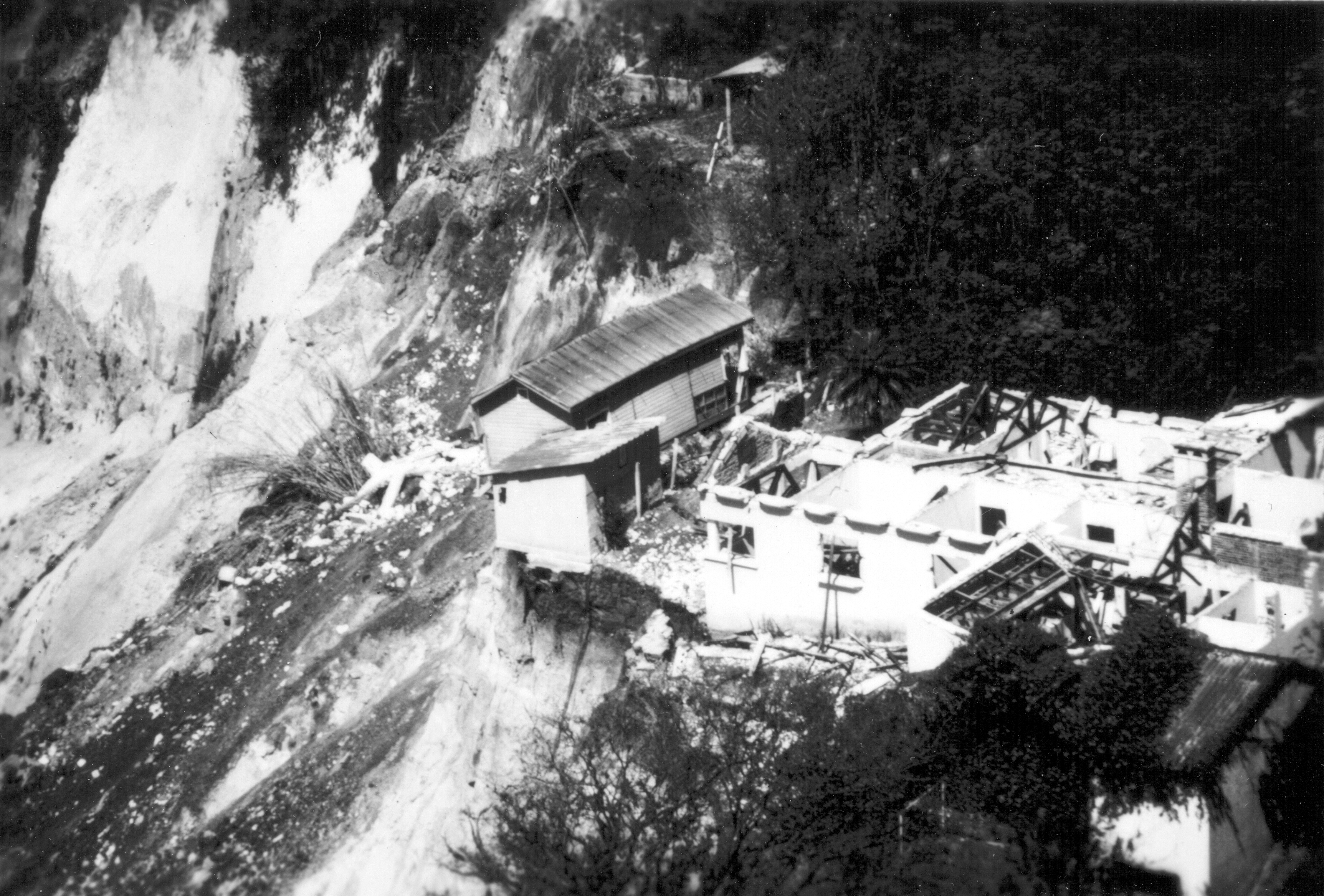
Jordskred i Guatemala City
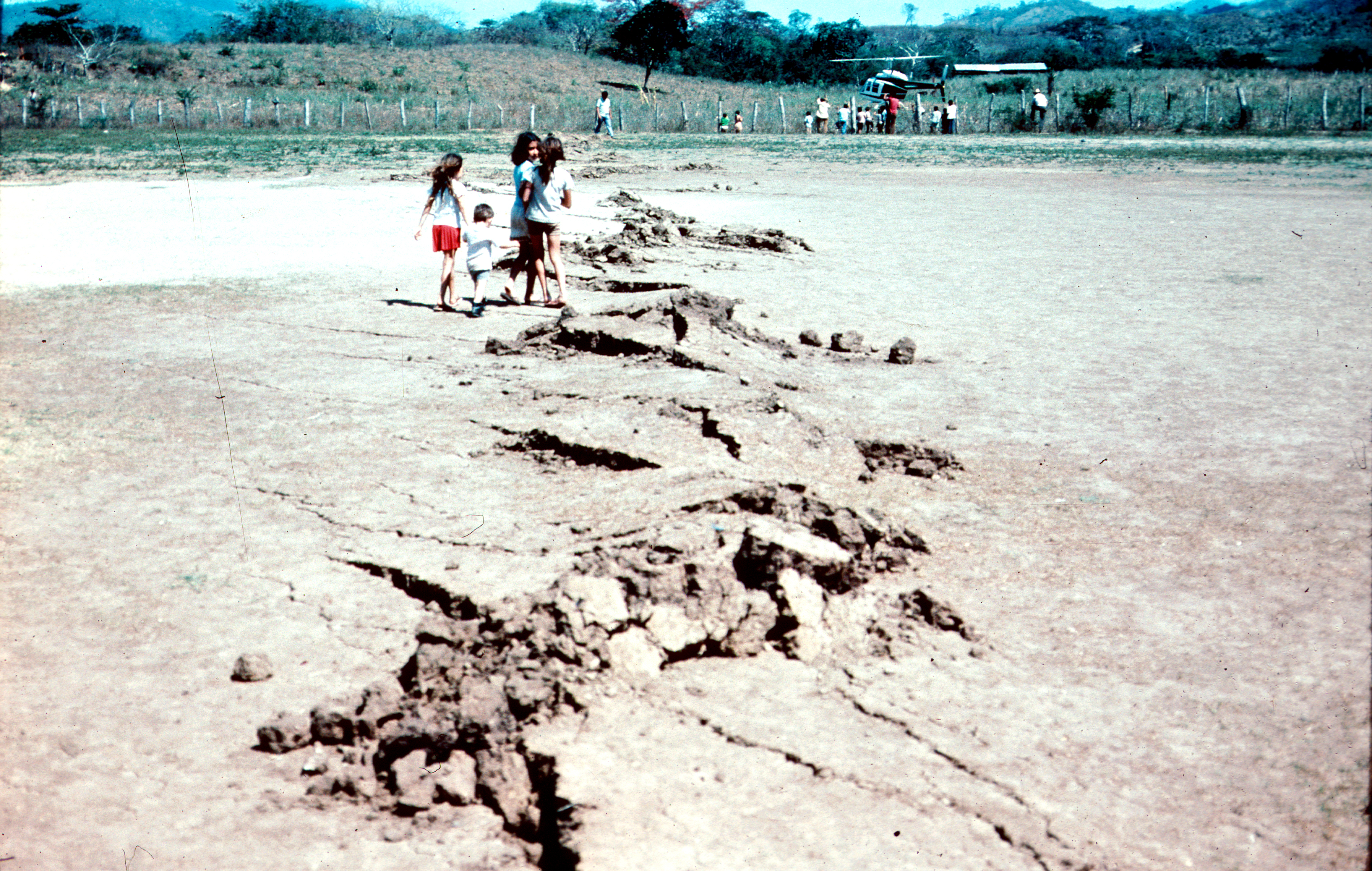
Motaguaförkastningen i Gualán
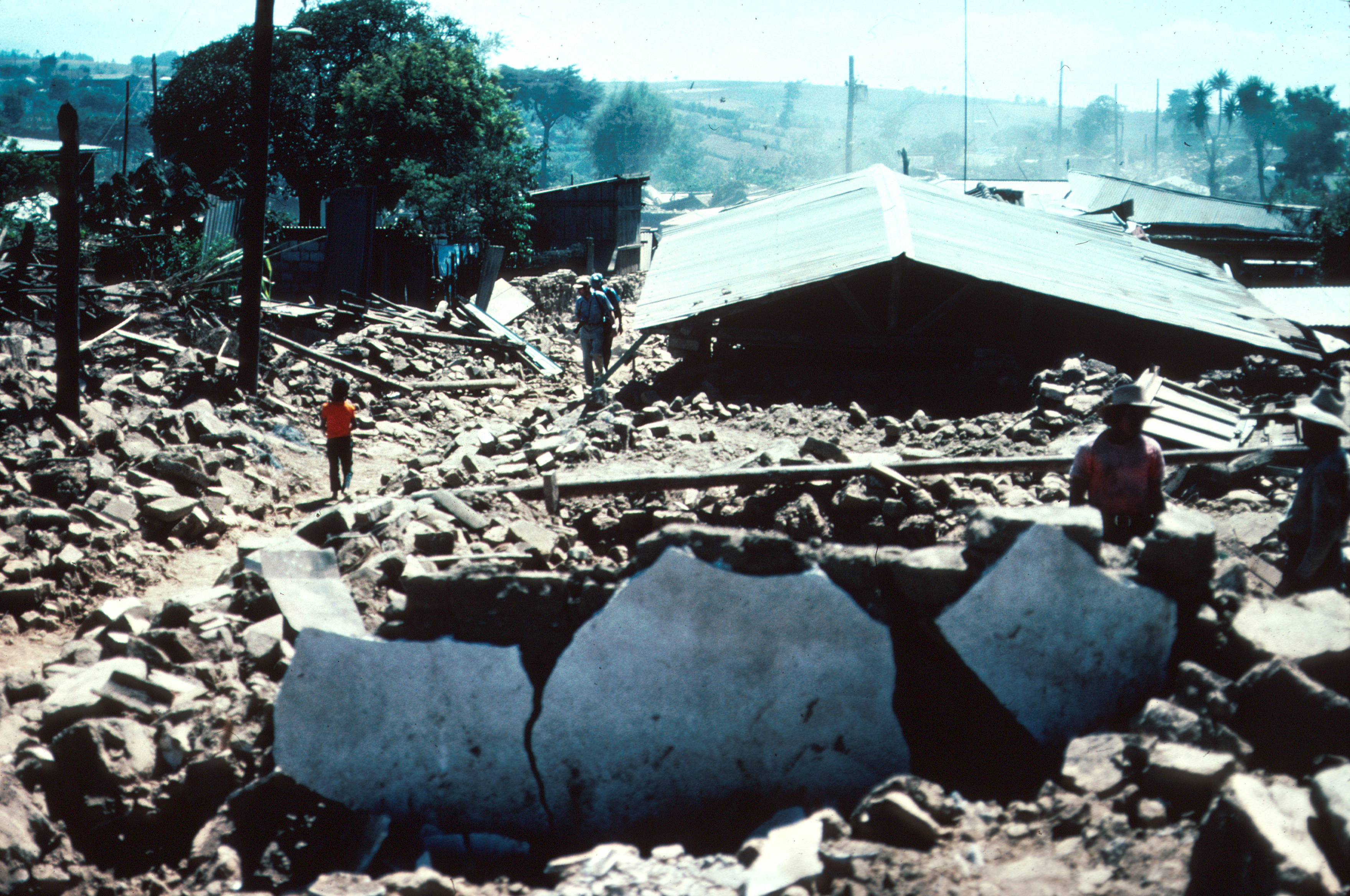
Patzicía helt förstört
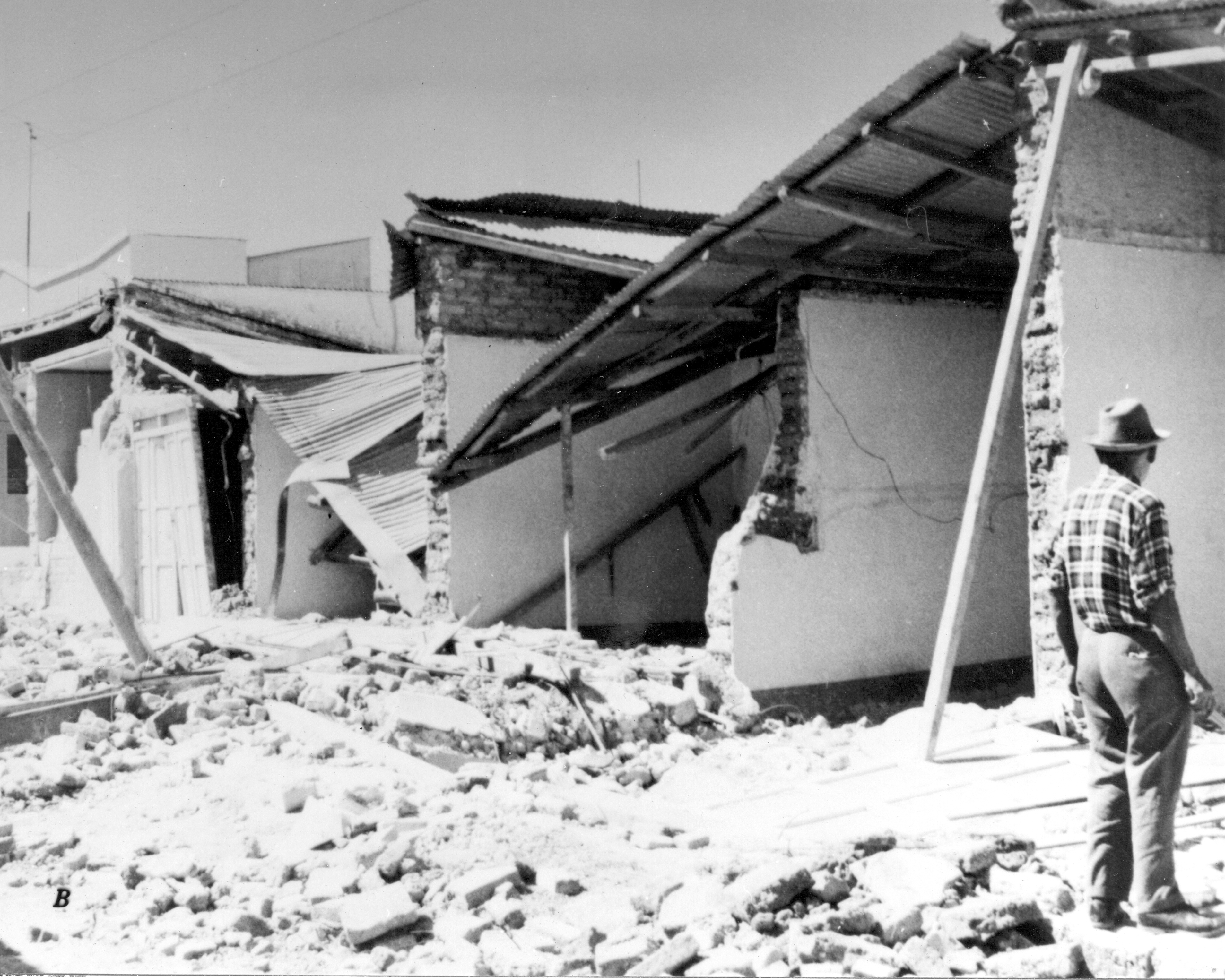
Guatemala Citys centrum

### Fotnoter
1. 1 2 3 4  NOAA database
2. ↑  Historic Earthquakes Arkiverad 10 april 2007 hämtat från the Wayback Machine.
3. ↑  Olcese (e.a.), 1977

Bates, F.L. (1979). Emergency Food Programmes following the 1976 Guatemalan Earthquake: An Evaluation: Final Report. Washington: USAID. http://pdf.usaid.gov/pdf_docs/PNAAQ014.pdf.
Bucknam, R.C. (1 mars 1978). ”Fault movement (afterslip) following the Guatemala earthquake of February 4, 1976”. Geology "6" (3):  ss. 170–173. doi:10.1130/0091-7613(1978)6<170:FMAFTG>2.0.CO;2. http://geology.gsapubs.org/content/6/3/170.abstract.
Langer, C.V.. ”Secondary faulting near the terminus of a seismogenic strike-slip fault: aftershocks of the 1976 Guatemala earthquake”. Bulletin of the Seismological Society of America "69" (2):  ss. 427–444.
Matumoto, Tosimatu. ”Aftershocks of the Guatemalan earthquake of February 4, 1976”. Geophysical Research Letters "3" (10):  ss. 599–602. doi:10.1029/GL003i010p00599.
Olcese, Orlando (July 1977) (pdf). The Guatemala Earthquake Disaster of 1976: A Review of its Effects and of the contribution of the United Nations family. UNDP, Guatemala. Arkiverad från originalet den 24 juli 2011. https://web.archive.org/web/20110724143304/http://desastres.unanleon.edu.ni/pdf2/2005/septiembre-octubre/parte1/pdf/eng/doc4146/doc4146-1.pdf. Arkiverad 24 juli 2011 hämtat från the Wayback Machine.
Olson, Robert A. (16 mars 1977). ”The Guatemala earthquake of 4 February 1976: Social science observations and research suggestions”. Mass Emergencies (2):  ss. 69–81. Arkiverad från originalet den 27 juli 2011. https://web.archive.org/web/20110727070618/http://www.massemergencies.org/v2n2/Olson_v2n2.pdf.
Plafker, G. (16 mars 1976). ”Tectonic aspects of the Guatemala earthquake of 4 February 1976”. Science "193" (4259):  ss. 1201–1208. doi:10.1126/science.193.4259.1201. PMID 17837005.
Plafker, G.. "Geologic effects in the Guatemala Earthquake of February 4, 1976, a preliminary Report. Professional Paper 1002". USGS. 
USGS (May-June 1976). ”Guatemalan Quake Culprit Fault Identified”. Earthquake Information Bulletin (USGS) "8" (3).
Young, Christopher J. (1 juni 1989). ”Rupture of the 4 February 1976 Guatemalan earthquake”. Bulletin of the Seismological Society of America "79" (3):  ss. 670–689.
Den här artikeln är helt eller delvis baserad på material från engelskspråkiga Wikipedia.